# Condado de Alameda
O condado de Alameda (em inglês:  Alameda County) é um dos 58 condados do estado americano da Califórnia. Foi fundado em 25 de março de 1853. A sede e cidade mais populosa do condado é Oakland.
Com mais de 1,6 milhão de habitantes, de acordo com o censo nacional de 2020, é o sétimo condado mais populoso do estado e o 21º mais populoso do país. É também o quarto mais densamente povoado do estado.

## Geografia
De acordo com o Departamento do Censo dos Estados Unidos, o condado possui uma área de 2 126,9 km², dos quais 1 910 km² estão cobertos por terra e 216,9 km² (10,2%) por água. A Baía de São Francisco localiza-se à oeste do condado.

## Demografia
Segundo o censo nacional de 2020, o condado possui uma população de 1 682 353 habitantes e uma densidade populacional de 880,8 hab/km². Seu crescimento populacional na última década foi de 11,4%, fazendo dele o sexto condado com maior crescimento populacional do estado. É o sétimo condado mais populoso da Califórnia e o 21º mais populoso dos Estados Unidos. É o quarto condado mais densamente povoado do estado.
Possui 621 958 residências que resulta em uma densidade de 325,6 residências/km² e um aumento de 6,8% em relação ao censo anterior. Deste total, 4,9% das unidades habitacionais estão desocupadas. A média de ocupação é de 2,7 pessoas por residência.
Das 14 localidades incorporadas no condado, Oakland é a cidade mais populosa, com mais de 390 mil habitantes, o que representa 26% da população total, enquanto que Berkeley é a cidade mais densamente povoada, com 4 152 hab/km². Emeryville é a cidade menos populosa do condado, com um pouco mais de 10 mil habitantes. Apenas 4 cidades possuem população superior a 100 mil habitantes.
Desde 1900, o crescimento populacional médio do condado, a cada dez anos, é de 25,6%.

## Localidades

### Cidades
- Alameda
- Albany
- Berkeley
- Dublin
- Emeryville
- Fremont
- Hayward
- Livermore
- Newark
- Oakland (sede do condado)
- Piedmont
- Pleasanton
- San Leandro
- Union City

### Regiões censo-designadas
- Ashland
- Castro Valley
- Cherryland
- Fairview
- San Lorenzo
- Sunol

### Comunidades não incorporadas
- Altamont
- Brightside
- Carpenter
- Dougherty
- Dresser
- East Pleasanton
- Kilkare Woods
- Komandorski Village
- Mendenhall Springs
- Midway
- Mountain House
- Mowry Landing
- San Ramon Village
- Scotts Corner
- Verona